# Yongkang
Yongkang (caratteri cinesi: 永康; pinyin: Yǒngkāng) è la diciassettesima città più popolosa di Taiwan, oltre che la più grande della Contea di Tainan. Si trova nella parte sudoccidentale dell'isola.

## Storia e popolazione
Grazie allo sviluppo delle industrie manifatturiera e gastronomica, Yongkang è stata un polo di immigrazione a partire dagli anni settanta. Durante quel decennio, la popolazione ha conosciuto un grande aumento demografico, soprattutto a causa di lavoratori che dalle vicine città minori si trasferivano all'interno del polo industriale. Nel 1977 Yongkang è diventata la città più estesa della Contea di Tainan.
Sebbene l'aumento della popolazione ai giorni nostri non sia così rapido come 30 anni fa, Yongkang affronta ancora una crescita stabile e regolare.

## Trasporti e strutture
La città è un grande snodo dei trasporti locali. Vi passano la superstrada n° 1 e la Linea Occidentale delle ferrovie statali.
Yongkang ospita diverse strutture tecnologiche ed educative, tra le quali le sedi della Tainan University of Technology, Kunsan Technology e Southern Taiwan University of Technology.

## Amministrazione

### Gemellaggi
- Bell Ville (2004)